# Monster Hunter (film)
Monster Hunter is een monsterfilm uit 2020, geschreven, geregisseerd en geproduceerd door Paul W.S. Anderson. De film is gebaseerd op de gelijknamige computerspellen van Capcom. De film is een Amerikaans-Chinees-Duits-Japanse  coproductie. In de film speelt Andersons vrouw Milla Jovovich de hoofdrol en is het daarmee hun vijfde optreden samen als regisseur en hoofdrolspeler.

## Verhaal
Artemis is de leider van een kleine militaire patrouille die in een woestijn wordt gevonden op zoek naar een verloren eenheid wiens laatste bericht abrupt is verscheurd. Een mysterieuze zandstorm vangt de voertuigen van de eenheid en gooit ze blijkbaar in een buitenaardse wereld waar ze worden aangevallen door enorme, hagedisachtige monsters. Daar ontmoeten ze een lokale jager die Artemis krachtige zwaardwapens laat zien. Op deze manier proberen de soldaten te voorkomen dat de verschillende monsters hun eigen wereld binnenkomen, waar ze al mensen aanvallen.

## Rolverdeling
| Acteur          | Personage                |
| --------------- | ------------------------ |
| Milla Jovovich  | Kapitein Natalie Artemis |
| Tony Jaa        | Hunter                   |
| Ron Perlman     | De admiraal              |
| T.I.            | Lincoln                  |
| Diego Boneta    | Marshall                 |
| Meagan Good     | Dash                     |
| Josh Helman     | Steeler                  |
| Jin Au-Yeung    | Axe                      |
| Hirona Yamazaki | Handler                  |
| Jannik Schümann | Aiden                    |
| Nanda Costa     | Lea                      |
| Nic Rasenti     | Kapitein Roark           |

## Productie
In 2012 toonde Paul W.S. Anderson interesse in het maken van een filmset in de wereld van Monster Hunter. In september 2016 kondigde Ryozo Tsujimoto, producent van Capcom op de Tokyo Game Show aan dat er een overeenkomstige real-life versie in de maak is. In november van datzelfde jaar werd bekend dat de filmrechten na jaren van onderhandelen zijn toegekend aan Anderson en producer Jeremy Bolt, die een reeks films van het materiaal plannen. Anderson treedt op als regisseur en scenarioschrijver voor de eerste film.
Op het Filmfestival van Cannes 2018 kondigde Constantin aan dat het productiewerk zal plaatsvinden met een budget van 60 miljoen US dollar, dat zal worden gefinancierd door distributeur Constantin Film, in september 2018 in Zuid-Afrika, voornamelijk in de omgeving van Kaapstad en dat Milla Jovovich werd gecast voor de film. Tony Jaa werd in september 2018 gecast in de hoofdrol. De rapper T.I. aangekondigd als sluipschutter en Ron Perlman als de admiraal. De opnames begonnen op 5 oktober 2018 en eindigen iets meer dan twee maanden op 19 december 2018.

## Release en ontvangst
De film werd tijdens de COVID-19-pandemie in de bioscoop uitgebracht in China op 4 december 2020 en in de Verenigde Staten op 18 december 2020. De film bracht wereldwijd meer dan $ 42 miljoen op tegen een productiebudget van $ 60 miljoen. De film kreeg negatieve recensies, met lof voor zijn actiescènes en visuele effecten, maar kritiek voor zijn regie en montage.
Op Rotten Tomatoes heeft Monster Hunter een waarde van 45% en een gemiddelde score van 4,9/10, gebaseerd op 95 recensies. Op Metacritic heeft de film een gemiddelde score van 47/100, gebaseerd op 21 recensies.